# Ратибор I
Ратибор I (нім. Ratibor I, пол. Racibor I; бл. 1110  — 7 травня 1156 р.) — князь Західної Померанії у 1135—1155/1156 роках.

## Життєпис

### Молоді роки
Походив з династії Грифичів. Син Святобора I, князя Поморянії. Народився близько 1110 року. Спочатку отримав від батька у володіння місто Каммін. Згодом мешкав у Данії, Швеції та Норвегії, ймовірно вимушений був залишити князівство під тиском старшого брата Вратислава I.

### Князювання
У 1135 році після смерті брата повернувся до Західної Поморянії. З огляду на малий вік небожів захопив владу у князівстві та став її новим володарем. Того ж року спрямував свій флот на підтримку Віслава II, князя Рюгена, якого атакував данський флот. Ворогові було завдано поразки, в результаті чого вже в наступному році князівство Рюген здобуло незалежність. Того ж року Ратибор I здійснив похід проти столиці Данії — Роскілле, яке сплюндрував.
У серпні 1136 року вдерся до Сконе, яка на той час належало Данії, з метою послаблення Еріка II, короля Данії. 9 серпня того ж року у битві при Конунгахале (сучасне м. Кунгельв, Швеція) було завдано нищівної поразки данському війську. В подальшому з успіхом діяв проти данців, за що отримав прізвисько «Король моря».
Разом з тим багато уваги приділяв економічному розбудові свого князівства та підтримці католицької церкви. У 1140 році сприяв висвятленю першого поморянського єпископа Войцеха в Вологощі (Вольгасті).
У 1147 році під час Хрестового походу проти слов'ян домовився про припинення облоги Шеціна в обмін на християнізацію мешканців та навколишнього племені слов'ян. Ймовірно невдовзі Щецин перейшов під владу Ратибора I. У 1153 році разом з Адальбертом Померанським, єпископом Воліна, заснував абатство Штольпе.
Помер у 1155 або 1156 році, поховано у премонстранському монастирі Гробі (поблизу сучасного міста Узедом, ФРН). Владу успадкували його небожі Богуслав I та Казимир I.

## Родина
Дружина — княжна Прибислава, донька володимир-волинського і дорогобузького князя Ярослава Святополчича, сина Великого князя Київського Святополка II Ізяславича (з династії Рюриковичів).
Діти:
- Маргарет (1142/1145-1197/1198), дружина Бернарда I Бадевіда, графв Рацебурга
- Святополк